# 蚊子傳播的疾病

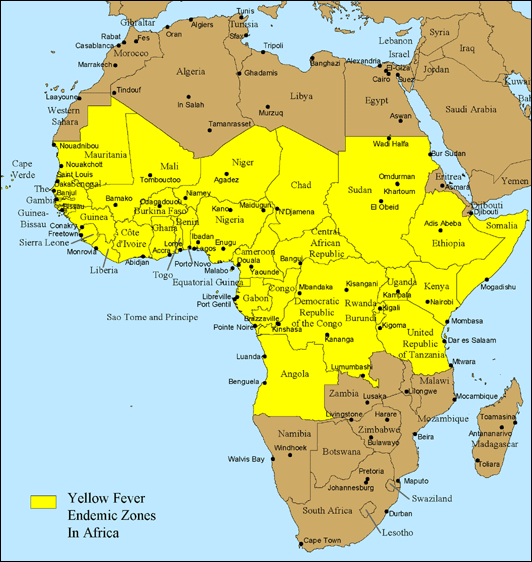
Endemic range of yellow fever in Africa (2005)

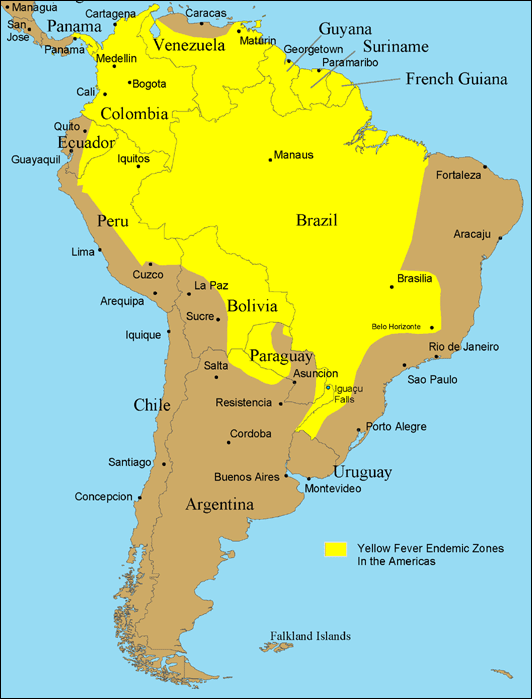
Endemic range of yellow fever in South America (2005)

蚊子傳播的疾病包括各種以蚊子為主要傳播載體的疾病，包括有由病毒、寄生蟲或其他病原體引起的疾病。在各種以動物為傳播載體的疾病中，蚊子佔有相當大的比重，從動物傳動物、動物傳人及人傳人三者皆有。

## 流行病學
估計蚊子傳播的疾病，在非洲、南美洲、中美洲、墨西哥和亞洲大部分地區每年導致超過7億人受感染，當中死亡的病例數以百萬計。即使在歐洲、俄羅斯、格陵蘭島、加拿大、美國、澳大利亞、新西蘭、日本和其他溫帶及發達國家中，雖然蚊蟲叮咬大多數只會引起刺激性的滋擾，但仍然會導致每年一些人死亡。